# Any Time at All
"Any Time at All" är en låt av The Beatles, skriven av Lennon/McCartney, från 1964.

## Låten och inspelningen
Låten spelades in under sista dagen av inspelningarna till albumet A Hard Day’s Night, den 2 juni 1964. Den var då så nyskriven att den inte var riktigt färdig. Man gjorde några halvfärdiga tagningar innan man pausade och spelade in "Things We Said Today" och "When I Get Home". Mot kvällen återupptogs dock arbetet på låten som färdigställdes, och den blev därmed den sista låt man spelade in till A Hard Day’s Night.
Låten ingår på det brittiska albumet A Hard Day's Night som släpptes i Storbritannien den 10 juli 1964. I USA ingick den istället på LP:n Something New, som gavs ut den 20 juli 1964.